# Євдокимов Микола Миколайович
Мико́ла Микола́йович Євдоки́мов (* 6 квітня (25 березня) 1868, Харків, — † 5 квітня 1941, Харків) — український астроном, заслужений діяч науки УРСР — 1935, доктор фізико-математичних наук, професор, член Німецького астрономічного товариства.

## Життєпис
1890 року закінчив Харківський університет — фізико-математичний факультет. Залишений як стипендіат при кафедрі астрономії для підготовки до професорського звання. 1893 року почав працювати астрономом в Харківській астрономічній обсерваторії, до 1898 — позаштатний асистент, з 1898 по 1914 — астроном-спостерігач.
1912 року захистив дисертацію «Визначення паралаксів нерухомих зірок за спостереженням меридіанним колом астрономічної обсерваторії Харківського університету» — за цю роботу одержав премію Російського астрономічного товариства.
З 1914 — професор Харківського університету. Протягом 1917—1930 років Євдокимов очолював астрономічну обсерваторію Харківського університету (потім Академії теоретичних знань, Інституту народної освіти), яка із допоміжного науково-навчального закладу 1923 року була перетворена в науковий інститут.
Наукові роботи здійснював із професорами Борисом Кудревичем, Борисом Остащенко-Кудрявцевим, Людвігом Струве.
Бував у наукових відрядженнях, працював у Пулковській та закордонних — Потсдам, Кіль, Гейдельберг, Париж — обсерваторіях, брав участь у з'їздах Міжнародного астрономічного товариства.
З 1927 року входив до складу Бюро довгот в Ленінграді, в 1928—1933 — голова, згодом — у складі Тимчасового бюро товариства українських астрономів — обраний в грудні 1928 на з'їзді Асоціації астрономів РРФСР. 1935 року під його орудою в Харкові організовано об'єднану службу часу. З 1937-го — член Астрометричної комісії Астроради АН СРСР — в Пулково.
Його перу належить підручник практичної астрономії, дослідження визначень паралаксів світил, положень зірок та планет, щодо розробки астрономічних інструментів, ряд науково-популярних книжок.
Викладав у Харківському університеті — 1895—1922 роки, Харківському технічному інституті — 1901—1923, на Вищих жіночих курсах, в Новоолександрійському інституті, Харківському інституті народної освіти, Харківському геодезичному інституті — 1922—1934, Харківському інженерно-будівельному інституті — 1934—1941 — загалом читав лекції з 12 предметів.
Ім'ям Євдокимова названий кратер на Місяці.
Займався визначенням положення зодіакальних і північних зірок — поблизу полюса, паралаксів 59-ти нерухомих зірок.
Проводив спостереження на меридіанному колі зодіакальних й слабких полярних зірок.
Входив до редакторського колективу «Бюлетень наукових праць ХІБІ» — разом з О. С. Іловайським (відповідальний редактор), професором Я. В. Столяровим, доцентом А. Д. Матвієнком.
Серед його робіт:
- «Допоміжні величини для обчислення зенітних відстаней та азимутів для 50° широти» — 1893,
- «Стара і нова картина світу» — 1923,
- курс для вищих навчальних закладів «Практична астрономія» — 1934.